# Haplocleidus dispar
Haplocleidus dispar är en plattmaskart. Haplocleidus dispar ingår i släktet Haplocleidus och familjen Dactylogyridae. Inga underarter finns listade i Catalogue of Life.